# Oakenshaw (West Yorkshire)
Oakenshaw – wieś w Anglii, w hrabstwie ceremonialnym West Yorkshire, w dystryktach (unitary authority) Bradford i Kirklees. Leży 14 km na zachód od miasta Leeds i 273 km na północny zachód od Londynu.